# آن (ساووا)
آن (به فرانسوی: Ayn) یک کمون در فرانسه است که در ساووآ واقع شده‌است. آن ۷٫۴۴ کیلومتر مربع مساحت دارد.